# Élections municipales de 2021 à Lévis
Les élections municipales de 2021 à Lévis se dérouleront le 7 novembre 2021.

## Candidats
Les candidatures en date du 4 octobre 2021 sont les suivantes :
| Candidat               | Domaine professionnel | Parti | Parti           |
| ---------------------- | --------------------- | ----- | --------------- |
| Gilles Lehouillier     | Relations publiques   |       | Lévis Force 10  |
| Elhadji Mamadou Diarra | Stratégies d'affaires |       | Repensons Lévis |
| Chamroeun Khuon        | Dentiste              |       | Indépendant     |
| Maryse Labranche       | Comptabilité          |       | Indépendante    |
| André Voyer            |                       |       | Indépendant     |

| Parti | Parti           | Candidats | Candidats            | Total |
| Parti | Parti           | Mairie    | Conseiller municipal | Total |
| ----- | --------------- | --------- | -------------------- | ----- |
|       | Lévis Force 10  | 1         | 15                   | 16    |
|       | Repensons Lévis | 1         | 15                   | 16    |
|       | Indépendants    | 3         | 1                    | 3     |
| Total | Total           | 5         | 31                   | 36    |

## Résultats

### Mairie
| Candidat              | Candidat               | Parti                 | Voix    | %     |
| --------------------- | ---------------------- | --------------------- | ------- | ----- |
|                       | Gilles Lehouillier     | Lévis Force 10        | 29 722  | 74,87 |
|                       | Elhadji Mamadou Diarra | Repensons Lévis       | 8 242   | 20,76 |
|                       | Maryse Labranche       | Indépendante          | 814     | 2,05  |
|                       | André Voyer            | Indépendant           | 644     | 1,62  |
|                       | Chamroeun Khuon        | Indépendant           | 274     | 0,69  |
|                       |                        |                       |         |       |
| Bulletins valides     | Bulletins valides      | Bulletins valides     | 39 696  | 98,93 |
| Bulletins rejetés     | Bulletins rejetés      | Bulletins rejetés     | 431     | 1,07  |
| Total                 | Total                  | Total                 | 40 127  | 100   |
| Abstentions           | Abstentions            | Abstentions           | 76 198  | 65,50 |
| Taux de participation | Taux de participation  | Taux de participation | 116 325 | 34,50 |

### Districts électoraux

#### Résumé
| Parti                  | Parti                  | Candidats              | Voix    | %     | +/- | Sièges | +/-           |
| ---------------------- | ---------------------- | ---------------------- | ------- | ----- | --- | ------ | ------------- |
|                        | Lévis Force 10         | 15                     | 25 376  | 64,35 | -   | 14     | 1             |
|                        | Repensons Lévis        | 15                     | 13 910  | 35,27 | Nv. | 1      | 1             |
|                        | Indépendants           | 1                      | 148     | 0,38  | -   | 0      | -             |
|                        |                        |                        |         |       |     |        |               |
| Suffrages exprimés     | Suffrages exprimés     | Suffrages exprimés     | 39 434  | 98,27 |     |        |               |
| Votes nuls             | Votes nuls             | Votes nuls             | 693     | 1,73  |     |        |               |
| Total                  | Total                  | Total                  | 40 127  | 100   | -   | 15     | en stagnation |
| Abstention             | Abstention             | Abstention             | 76 198  | 65,50 |     |        |               |
| Inscrits/Participation | Inscrits/Participation | Inscrits/Participation | 116 325 | 34,50 |     |        |               |

#### Les Chutes-de-la-Chaudière-Ouest
|                        | Serge Bonin            | Repensons Lévis        | 1 450 | 51,27 |  |  |
|                        | Mario Fortier          | Lévis Force 10         | 1 378 | 48,74 |  |  |
|                        |                        |                        |       |       |  |  |
| Suffrages exprimés     | Suffrages exprimés     | Suffrages exprimés     | 2 828 | 98,33 |  |  |
| Votes nuls             | Votes nuls             | Votes nuls             | 48    | 1,67  |  |  |
| Total                  | Total                  | Total                  | 2 876 | 100   |  |  |
| Abstention             | Abstention             | Abstention             | 5 088 | 63,89 |  |  |
| Inscrits/Participation | Inscrits/Participation | Inscrits/Participation | 7 964 | 36,11 |  |  |

|                        | Jeannot Demers         | Lévis Force 10         | 1 515 | 61,11 |  |  |
|                        | Mireille Bélanger      | Repensons Lévis        | 964   | 38,89 |  |  |
|                        |                        |                        |       |       |  |  |
| Suffrages exprimés     | Suffrages exprimés     | Suffrages exprimés     | 2 479 | 98,45 |  |  |
| Votes nuls             | Votes nuls             | Votes nuls             | 39    | 1,55  |  |  |
| Total                  | Total                  | Total                  | 2 518 | 100   |  |  |
| Abstention             | Abstention             | Abstention             | 6 247 | 71,27 |  |  |
| Inscrits/Participation | Inscrits/Participation | Inscrits/Participation | 8 765 | 28,73 |  |  |

|                        | Isabelle Demers        | Lévis Force 10         | 1 908 | 66,02 |  |  |
|                        | Frédéric Bolduc        | Repensons Lévis        | 982   | 33,98 |  |  |
|                        |                        |                        |       |       |  |  |
| Suffrages exprimés     | Suffrages exprimés     | Suffrages exprimés     | 2 890 | 98,70 |  |  |
| Votes nuls             | Votes nuls             | Votes nuls             | 38    | 1,30  |  |  |
| Total                  | Total                  | Total                  | 2 928 | 100   |  |  |
| Abstention             | Abstention             | Abstention             | 6 605 | 69,29 |  |  |
| Inscrits/Participation | Inscrits/Participation | Inscrits/Participation | 9 533 | 30,71 |  |  |

|                        | Réjean Lamontagne      | Lévis Force 10         | 1 841 | 72,85 |  |  |
|                        | Fabrice Coulombe       | Repensons Lévis        | 686   | 27,15 |  |  |
|                        |                        |                        |       |       |  |  |
| Suffrages exprimés     | Suffrages exprimés     | Suffrages exprimés     | 2 527 | 98,98 |  |  |
| Votes nuls             | Votes nuls             | Votes nuls             | 26    | 1,02  |  |  |
| Total                  | Total                  | Total                  | 2 553 | 100   |  |  |
| Abstention             | Abstention             | Abstention             | 4 519 | 63,90 |  |  |
| Inscrits/Participation | Inscrits/Participation | Inscrits/Participation | 7 072 | 36,10 |  |  |

#### Les Chutes-de-la-Chaudière-Est
|                        | Karine Lavertu         | Lévis Force 10         | 1 719 | 56,92 |  |  |
|                        | Daniel Saindon         | Repensons Lévis        | 1 301 | 43,08 |  |  |
|                        |                        |                        |       |       |  |  |
| Suffrages exprimés     | Suffrages exprimés     | Suffrages exprimés     | 3 020 | 99,31 |  |  |
| Votes nuls             | Votes nuls             | Votes nuls             | 21    | 0,69  |  |  |
| Total                  | Total                  | Total                  | 3 041 | 100   |  |  |
| Abstention             | Abstention             | Abstention             | 5 360 | 63,80 |  |  |
| Inscrits/Participation | Inscrits/Participation | Inscrits/Participation | 8 401 | 36,20 |  |  |

|                        | Michel Turner          | Lévis Force 10         | 1 519 | 62,46 |  |  |
|                        | Vanessa Couturier      | Repensons Lévis        | 913   | 37,54 |  |  |
|                        |                        |                        |       |       |  |  |
| Suffrages exprimés     | Suffrages exprimés     | Suffrages exprimés     | 2 432 | 99,10 |  |  |
| Votes nuls             | Votes nuls             | Votes nuls             | 22    | 0,90  |  |  |
| Total                  | Total                  | Total                  | 2 454 | 100   |  |  |
| Abstention             | Abstention             | Abstention             | 5 866 | 70,50 |  |  |
| Inscrits/Participation | Inscrits/Participation | Inscrits/Participation | 8 320 | 29,50 |  |  |

|                        | Guy Dumoulin           | Lévis Force 10         | 1 579 | 66,99 |  |  |
|                        | Gabriel Samson I       | Repensons Lévis        | 778   | 33,01 |  |  |
|                        |                        |                        |       |       |  |  |
| Suffrages exprimés     | Suffrages exprimés     | Suffrages exprimés     | 2 357 | 98,87 |  |  |
| Votes nuls             | Votes nuls             | Votes nuls             | 27    | 1,13  |  |  |
| Total                  | Total                  | Total                  | 2 384 | 100   |  |  |
| Abstention             | Abstention             | Abstention             | 4 037 | 62,87 |  |  |
| Inscrits/Participation | Inscrits/Participation | Inscrits/Participation | 6 421 | 37,13 |  |  |

|                        | Michel Patry           | Lévis Force 10         | 1 821 | 75,88 |  |  |
|                        | Sébastien Arsenault    | Repensons Lévis        | 579   | 24,13 |  |  |
|                        |                        |                        |       |       |  |  |
| Suffrages exprimés     | Suffrages exprimés     | Suffrages exprimés     | 2 400 | 98,56 |  |  |
| Votes nuls             | Votes nuls             | Votes nuls             | 35    | 1,44  |  |  |
| Total                  | Total                  | Total                  | 2 435 | 100   |  |  |
| Abstention             | Abstention             | Abstention             | 3 990 | 62,10 |  |  |
| Inscrits/Participation | Inscrits/Participation | Inscrits/Participation | 6 425 | 37,90 |  |  |

|                        | Brigitte Duchesneau    | Lévis Force 10         | 1 824 | 67,06 |  |  |
|                        | Francis Duperron       | Repensons Lévis        | 896   | 32,94 |  |  |
|                        |                        |                        |       |       |  |  |
| Suffrages exprimés     | Suffrages exprimés     | Suffrages exprimés     | 2 720 | 98,66 |  |  |
| Votes nuls             | Votes nuls             | Votes nuls             | 37    | 1,34  |  |  |
| Total                  | Total                  | Total                  | 2 757 | 100   |  |  |
| Abstention             | Abstention             | Abstention             | 4 921 | 64,09 |  |  |
| Inscrits/Participation | Inscrits/Participation | Inscrits/Participation | 7 678 | 35,91 |  |  |

#### Desjardins
|                        | Steve Dorval           | Lévis Force 10         | 1 490 | 60,30 |  |  |
|                        | Monica Beaudet         | Repensons Lévis        | 981   | 39,70 |  |  |
|                        |                        |                        |       |       |  |  |
| Suffrages exprimés     | Suffrages exprimés     | Suffrages exprimés     | 2 471 | 98,88 |  |  |
| Votes nuls             | Votes nuls             | Votes nuls             | 28    | 1,12  |  |  |
| Total                  | Total                  | Total                  | 2 499 | 100   |  |  |
| Abstention             | Abstention             | Abstention             | 4 016 | 61,64 |  |  |
| Inscrits/Participation | Inscrits/Participation | Inscrits/Participation | 6 515 | 38,36 |  |  |

|                        | Serge Côté             | Lévis Force 10         | 1 845 | 66,90 |  |  |
|                        | Sylvain Gagnon         | Repensons Lévis        | 765   | 27,74 |  |  |
|                        | David Cantin           | Indépendant            | 148   | 5,37  |  |  |
|                        |                        |                        |       |       |  |  |
| Suffrages exprimés     | Suffrages exprimés     | Suffrages exprimés     | 2 758 | 99,07 |  |  |
| Votes nuls             | Votes nuls             | Votes nuls             | 26    | 0,93  |  |  |
| Total                  | Total                  | Total                  | 2 784 | 100   |  |  |
| Abstention             | Abstention             | Abstention             | 4 842 | 63,49 |  |  |
| Inscrits/Participation | Inscrits/Participation | Inscrits/Participation | 7 626 | 36,51 |  |  |

|                        | Andrée Kronström       | Lévis Force 10         | 2 039 | 71,85 |  |  |
|                        | Gaston Gourde          | Repensons Lévis        | 799   | 28,15 |  |  |
|                        |                        |                        |       |       |  |  |
| Suffrages exprimés     | Suffrages exprimés     | Suffrages exprimés     | 2 838 | 98,23 |  |  |
| Votes nuls             | Votes nuls             | Votes nuls             | 51    | 1,77  |  |  |
| Total                  | Total                  | Total                  | 2 889 | 100   |  |  |
| Abstention             | Abstention             | Abstention             | 6 246 | 68,37 |  |  |
| Inscrits/Participation | Inscrits/Participation | Inscrits/Participation | 9 135 | 31,63 |  |  |

|                        | Amélie Landry          | Lévis Force 10         | 1 626 | 66,80 |  |  |
|                        | Patricia Turcotte      | Repensons Lévis        | 808   | 33,20 |  |  |
|                        |                        |                        |       |       |  |  |
| Suffrages exprimés     | Suffrages exprimés     | Suffrages exprimés     | 2 434 | 98,58 |  |  |
| Votes nuls             | Votes nuls             | Votes nuls             | 35    | 1,42  |  |  |
| Total                  | Total                  | Total                  | 2 469 | 100   |  |  |
| Abstention             | Abstention             | Abstention             | 4 235 | 63,17 |  |  |
| Inscrits/Participation | Inscrits/Participation | Inscrits/Participation | 6 704 | 36,83 |  |  |

|                        | Fleur Paradis          | Lévis Force 10         | 2 041 | 65,80 |  |  |
|                        | Liz-Ann Picard         | Repensons Lévis        | 1 061 | 34,20 |  |  |
|                        |                        |                        |       |       |  |  |
| Suffrages exprimés     | Suffrages exprimés     | Suffrages exprimés     | 3 102 | 97,70 |  |  |
| Votes nuls             | Votes nuls             | Votes nuls             | 73    | 2,30  |  |  |
| Total                  | Total                  | Total                  | 3 175 | 100   |  |  |
| Abstention             | Abstention             | Abstention             | 5 313 | 62,59 |  |  |
| Inscrits/Participation | Inscrits/Participation | Inscrits/Participation | 8 488 | 37,41 |  |  |

|                        | Ann Jeffrey            | Lévis Force 10         | 1 231 | 56,52 |  |  |
|                        | Carl Lavoie            | Repensons Lévis        | 947   | 43,48 |  |  |
|                        |                        |                        |       |       |  |  |
| Suffrages exprimés     | Suffrages exprimés     | Suffrages exprimés     | 2 178 | 98,37 |  |  |
| Votes nuls             | Votes nuls             | Votes nuls             | 36    | 1,63  |  |  |
| Total                  | Total                  | Total                  | 2 214 | 100   |  |  |
| Abstention             | Abstention             | Abstention             | 5 064 | 69,58 |  |  |
| Inscrits/Participation | Inscrits/Participation | Inscrits/Participation | 7 278 | 30,42 |  |  |

## Élections partielle en cours de mandat
Une élection partielle a été organisée le 19 février 2023, pour le poste de conseiller du district Christ-Roi, après la démission de la conseillère sortante, Andrée Kronstöm. L'opposition acquiert un deuxième conseiller.
|                        | Alexandre Fallu        | Repensons Lévis        | 767   | 49,29 |  |  |
|                        | Pascal Brulotte        | Lévis Force 10         | 756   | 48,59 |  |  |
|                        | André Voyer            | Indépendant            | 33    | 2,12  |  |  |
|                        |                        |                        |       |       |  |  |
| Suffrages exprimés     | Suffrages exprimés     | Suffrages exprimés     | 1 556 | 99,24 |  |  |
| Votes nuls             | Votes nuls             | Votes nuls             | 12    | 0,76  |  |  |
| Total                  | Total                  | Total                  | 1 568 | 100   |  |  |
| Abstention             | Abstention             | Abstention             | 7 779 | 83,22 |  |  |
| Inscrits/Participation | Inscrits/Participation | Inscrits/Participation | 9 347 | 16,78 |  |  |